# چار (تاجیکستان)
چار (تاجیکستان) (به لاتین: Char, Tajikistan) یک منطقهٔ مسکونی در تاجیکستان است که در ولایت سغد واقع شده‌است.